# Carl Ferdinand Appun
Carl Ferdinand Appun, né le 24 mai 1820 à Bunzlau (en province de Silésie) et mort en juillet 1872 en Guyane britannique (aujourd'hui le Guyana), est un naturaliste prussien. 

## Biographie
Carl Ferdinand Appun est envoyé pendant une dizaine d'années au Venezuela par Frédéric-Guillaume IV de Prusse en tant que botaniste et entomologiste. Sous la couronne britannique, il poursuit ses travaux en Guyane britannique voisine ainsi qu'au Brésil. De retour en Allemagne en 1868, il publie différents ouvrages dont le plus populaire est Unter den Tropen, littéralement Sous les tropiques. Il retourne en Guyane britannique en 1871 mais il y meurt accidentellement l'année suivante.